# Моншау
Моншау (на немски: Monschau) е град в Германия, федерална област Северен Рейн-Вестфалия. Част от административен окръг Кьолн. Населението му наброява 12 917 жители към 31 декември 2006 г. Заема площ от 94,62 км². Официален код 05 3 54 020.